# Nissan Motor
Nissan Motor Co., Ltd. (日産自動車株式会社?, Nissan Jidōsha kabushiki gaisha)(commercializzata anche come Nissan Motor Corporation e spesso abbreviata Nissan), è una casa automobilistica multinazionale giapponese con sede a Nishi-ku, Yokohama. L'azienda è presente sul mercato automobilistico con i marchi Nissan, Infiniti e Datsun. Conosciuta sul mercato italiano soprattutto per i suoi fuoristrada, per la citycar Micra e per il crossover Qashqai, è la seconda casa automobilistica giapponese più grande dopo la Toyota. Fa parte del gruppo Renault ed è presieduta da Jean-Dominique Senard.
Dal 1999 Nissan fa parte dell'alleanza Renault-Nissan-Mitsubishi, una partnership tra le giapponesi Nissan, Mitsubishi Motors e la francese Renault. A partire dal 2013 Renault detiene il 44,4% delle azioni con diritto di voto in Nissan, mentre Nissan detiene il 15% delle azioni senza diritto di voto in Renault. Da ottobre 2016 Nissan detiene parte del controllo di Mitsubishi Motors con una quota del 34%.
Nel 2013, Nissan era la sesta casa automobilistica più grande del mondo, dopo Toyota, General Motors, gruppo Volkswagen, Hyundai Motor Group e Ford. Nel loro insieme, la Renault-Nissan Alliance è il quarto gruppo più grande del mondo. Nissan è il marchio giapponese leader in Cina, Russia e Messico.
Nissan è il più grande produttore mondiale di veicoli elettrici, con vendite globali di oltre 320.000 veicoli completamente elettrici ad aprile 2018. Il veicolo più venduto della gamma completamente elettrica della casa automobilistica è la Nissan Leaf, un'auto interamente elettrica che è il secondo modello elettrico più venduto a livello globale, dietro alla Tesla Model 3.
A gennaio 2018, l'amministratore delegato di Nissan Hiroto Saikawa ha annunciato che tutti i veicoli Infiniti creati a partire dal 2021 saranno veicoli ibridi o veicoli completamente elettrici.

## Storia

### Le premesse
Masujiro Hashimoto (橋本増治郎) fondò la Kwaishinsha Motor Car Works (快進社自働車工場, Kwaishinsha jidōsha kōjō, traducibile in italiano in "una buona azienda di produzione di autovetture") il 1º luglio 1911 nel distretto Azabu-Hiroo di Tokyo. Nel 1914, l'azienda produsse la sua prima auto, chiamata DAT.
Il nome del modello della nuova vettura era un acronimo dei cognomi degli investitori dell'azienda:
- Kenjiro Den (Den Kenjiro)
- Rokuro Aoyama (Aoyama Rokuro)
- Meitaro Takeuchi (Takeuchi Meitarō)

L'azienda fu rinominata Kaishinsha Motorcar Co., Ltd. nel 1918 e di nuovo in DAT Jidosha & Co. Ltd. nel 1925. DAT Motors costruì anche autocarri, oltre alle autovetture DAT e Datsun. La stragrande maggioranza della sua produzione era costituita da autocarri a causa di un mercato quasi inesistente per le autovetture nel Giappone dell'epoca, e degli sforzi fatti per la ricostruzione in seguito al grande terremoto del Kantō del 1923. A partire dal 1918 furono prodotti i primi autocarri DAT destinati alla fornitura militare. 
Nel 1931 la DAT uscì con una nuova vettura più piccola, chiamata Datson 10, la prima "Datson", che significa "figlio di DAT". Più tardi, nel 1933, dopo che Nissan Group Zaibatsu prese il controllo di DAT Motors, l'ultima sillaba di Datson fu cambiata in "sole", perché "figlio" significa anche "perdita" in giapponese, da cui il nome "Datsun" (ダットサン, Dattosan).

### La nascita del marchio Nissan
Nel 1928 Yoshisuke Aikawa fondò la holding Nihon Sangyo (日本産業). Il nome "Nissan" nacque negli anni trenta del XX secolo come abbreviazione usata alla Borsa di Tokyo per Nihon Sangyo. Questa azienda includeva anche le compagnie Tobata Casting e Hitachi. A quel tempo Nissan controllava le fonderie e le attività di ricambi per auto. Aikawa entrò poi nella produzione di automobili nel 1933, dando inizio alla storia della Nissan.
Nel 1931 la DAT divenne affiliata con Tobata Casting e fu fusa in Tobata Casting nel 1933. Poiché Tobata Casting era un'azienda Nissan, questo fu l'inizio della produzione automobilistica di Nissan.

### Dagli anni trenta agli anni cinquanta
La Nissan Motor Co. Ltd. nacque come azienda  autonoma nel 1934 quando la Nippon Sangyo ottiene la proprietà della Jidosha-Seido Ltd., società stabilitasi l'anno precedente a Yokohama. La prima autovettura, messa sul mercato con il marchio Datsun, entrò in produzione nel 1935.
La produzione venne temporaneamente sospesa nel 1941 a causa della seconda guerra mondiale. Fino a questo stop forzato la Nissan aveva prodotta prodotto in totale 20.000 veicoli circa. A guerra terminata, la produzione delle Datsun venne ripristinata nel 1947.
Nel 1951 entrò in produzione un fuoristrada che utilizzava l'esperienza accumulata negli anni della guerra sui mezzi militari: nacque quindi il Nissan Patrol. Forte di un sei cilindri da 85 CV e di un'ottima trazione integrale, il fuoristrada nipponico si dimostrò superiore alla Jeep Willys statunitense in potenza e possibilità di carico.

### Il legame con gli Stati Uniti

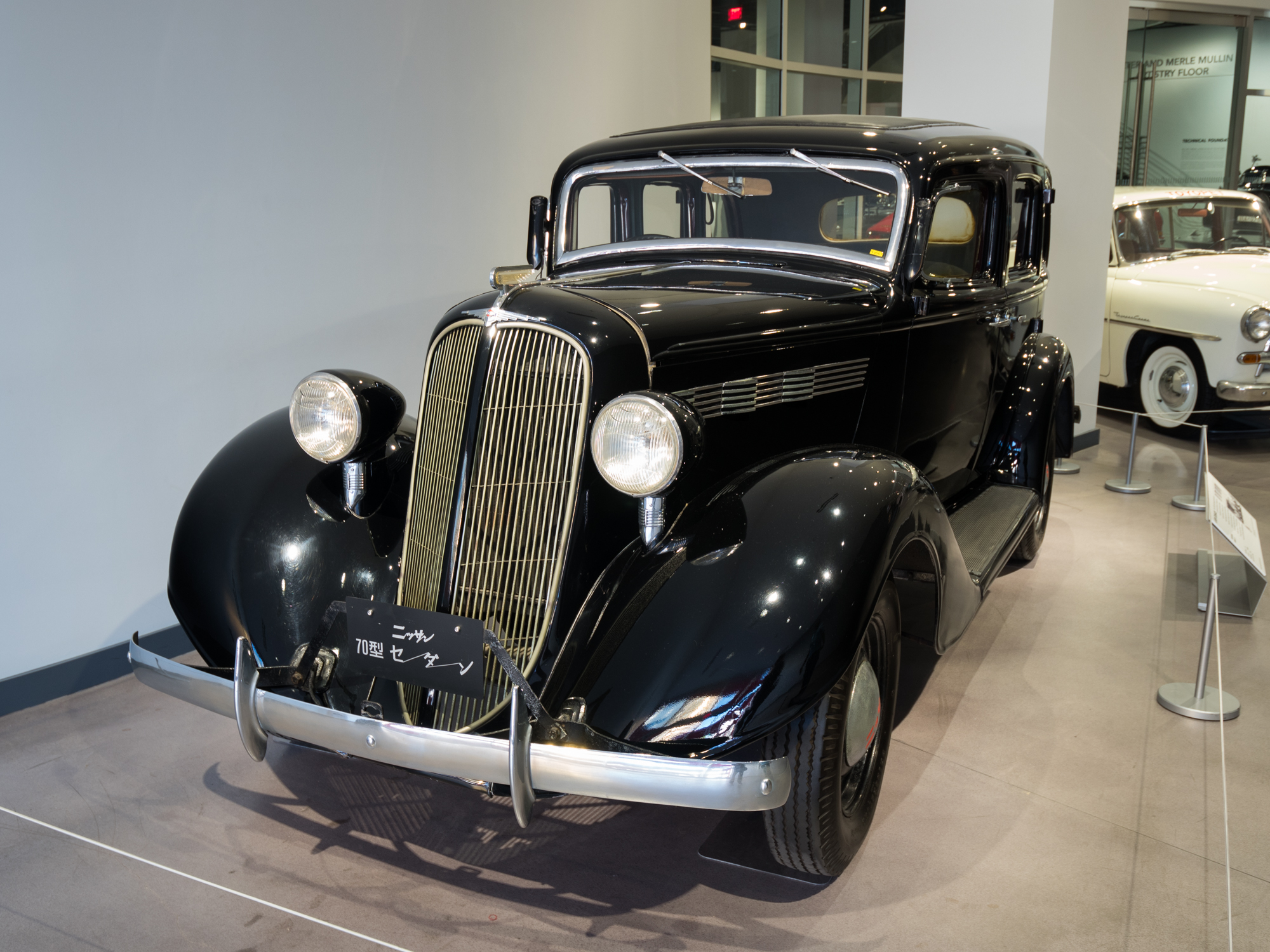
The Graham-Paige su base Nissan Model 70 sedan

DAT aveva ereditato il capo progettista di Kubota, l'ingegnere americano William R. Gorham. Questo evento, insieme alla visita di Aikawa nel 1908 a Detroit, avrebbe influenzato notevolmente il futuro di Nissan. Sebbene fosse sempre stata intenzione di Aikawa utilizzare una tecnologia all'avanguardia per la produzione di automobili, fu Gorham a realizzare questo piano. 
La maggior parte dei macchinari e dei processi utilizzati in Nissan proveniva dagli Stati Uniti. Quando Nissan iniziò ad assemblare veicoli più grandi con il marchio "Nissan" nel 1937, gran parte dei piani di progettazione e delle strutture degli impianti furono forniti dalla Graham-Paige Company. Nissan aveva anche una licenza Graham in base alla quale venivano prodotte autovetture, autobus e autocarri.

### Il partenariato con la Austin Motor Company

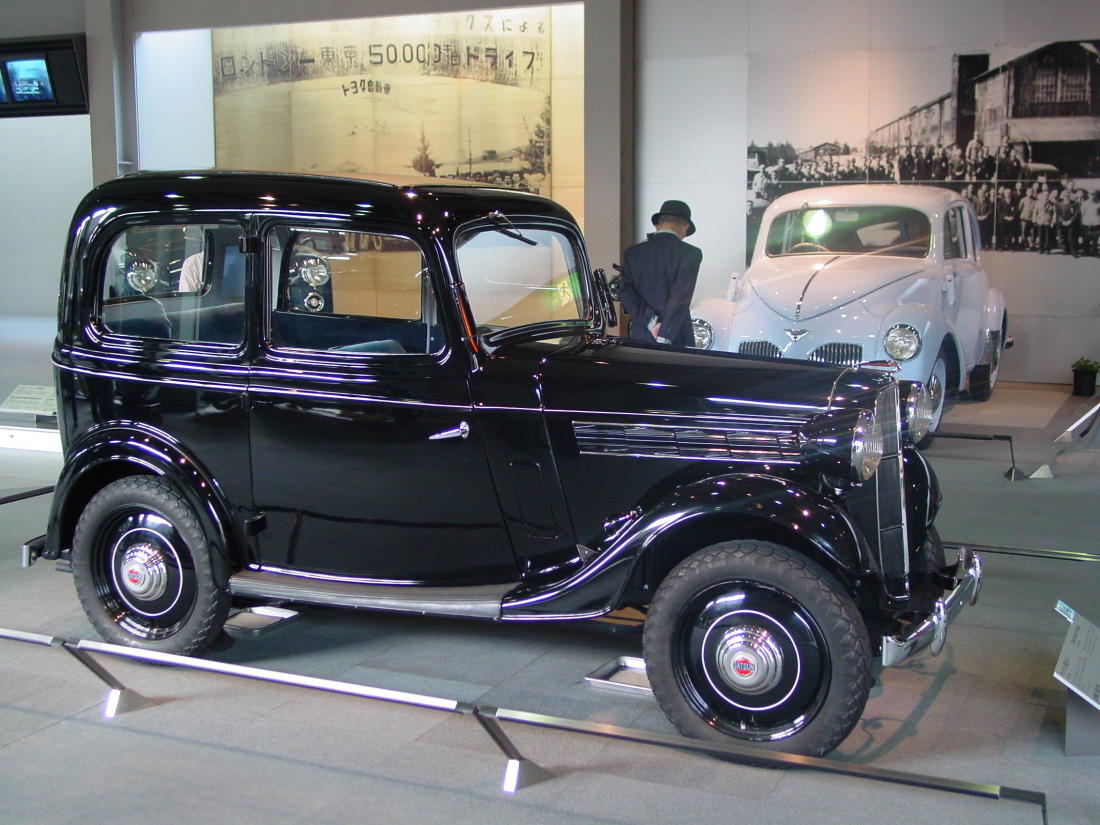
Datsun 16 Sedan del 1937

Dal 1934 Datsun iniziò a costruire la Austin 7 su licenza. Questa operazione è diventata il più grande successo della licenza all'estero di Austin e ha segnato l'inizio del successo internazionale di Datsun.
Nel 1952 Nissan stipulò un accordo con Austin, affinché Nissan potesse assemblare 2.000 vetture su licenza Austin da set parzialmente assemblati importati dal Regno Unito, e li vendesse in Giappone con marchio Austin. L'accordo prevedeva che Nissan producesse le vetture entro tre anni, un obiettivo poi raggiunto da Nissan. Nissan produsse e commercializzò modelli Austin per sette anni. 
L'accordo concesse anche a Nissan i diritti di utilizzare i brevetti Austin, che Nissan usò per sviluppare i propri motori per la sua linea di automobili Datsun. In aggiunta, nel 1955, l'Austin A50 - completamente costruita da Nissan e dotata di un nuovo motore da 1,5 L - fu venduta sul mercato giapponese. Nissan dal 1953 al 1959 produsse 20.855 Austin. Il partenariato tra Nissan e Austin terminò nel 1960.

### Lo sciopero di 100 giorni del 1953

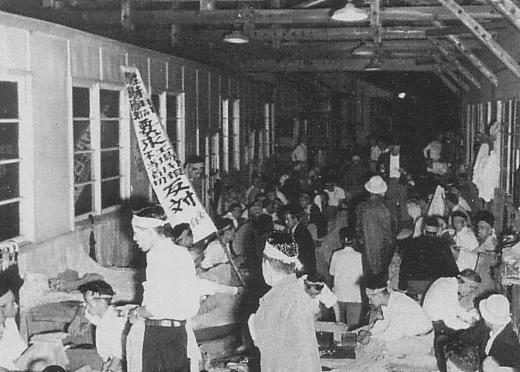
1953 disputa sul lavoro Nissan

Durante la guerra di Corea, la Nissan fu un importante produttore di veicoli per l'esercito americano. Dopo la fine della guerra di Corea, in Giappone esistevano livelli significativi di sentimento anticomunista. Il sindacato che organizzò la forza lavoro di Nissan era forte e militante. Nissan era in difficoltà finanziarie e quando arrivarono le trattative salariali, la compagnia prese una linea dura. 
I lavoratori furono rinchiusi nelle fabbriche e in diverse centinaia furono licenziati. Il governo giapponese e le forze di occupazione statunitensi arrestarono diversi leader sindacali. Il sindacato fu quindi temporaneamente sconfitto nella vertenza. Fu formato un nuovo sindacato, con Shioji Ichiro tra i leader. Ichiro aveva studiato all'Università di Harvard con una borsa di studio del governo statunitense. Si fece portavoce dell'idea di accettare i tagli salariali per ottenere il salvataggio di 2.000 posti di lavoro. L'idea di Ichiro venne inserita in un nuovo contratto sindacale che diede priorità alla produttività. Tra il 1955 e il 1973, Nissan si espanse rapidamente sulla base dei progressi tecnici supportati - e spesso suggeriti - dai sindacati. Ichiro divenne presidente della Confederazione dei sindacati automobilistici giapponesi e "la figura più influente nell'ala destra del movimento operaio giapponese".

### La fusione con la Prince Motor Company

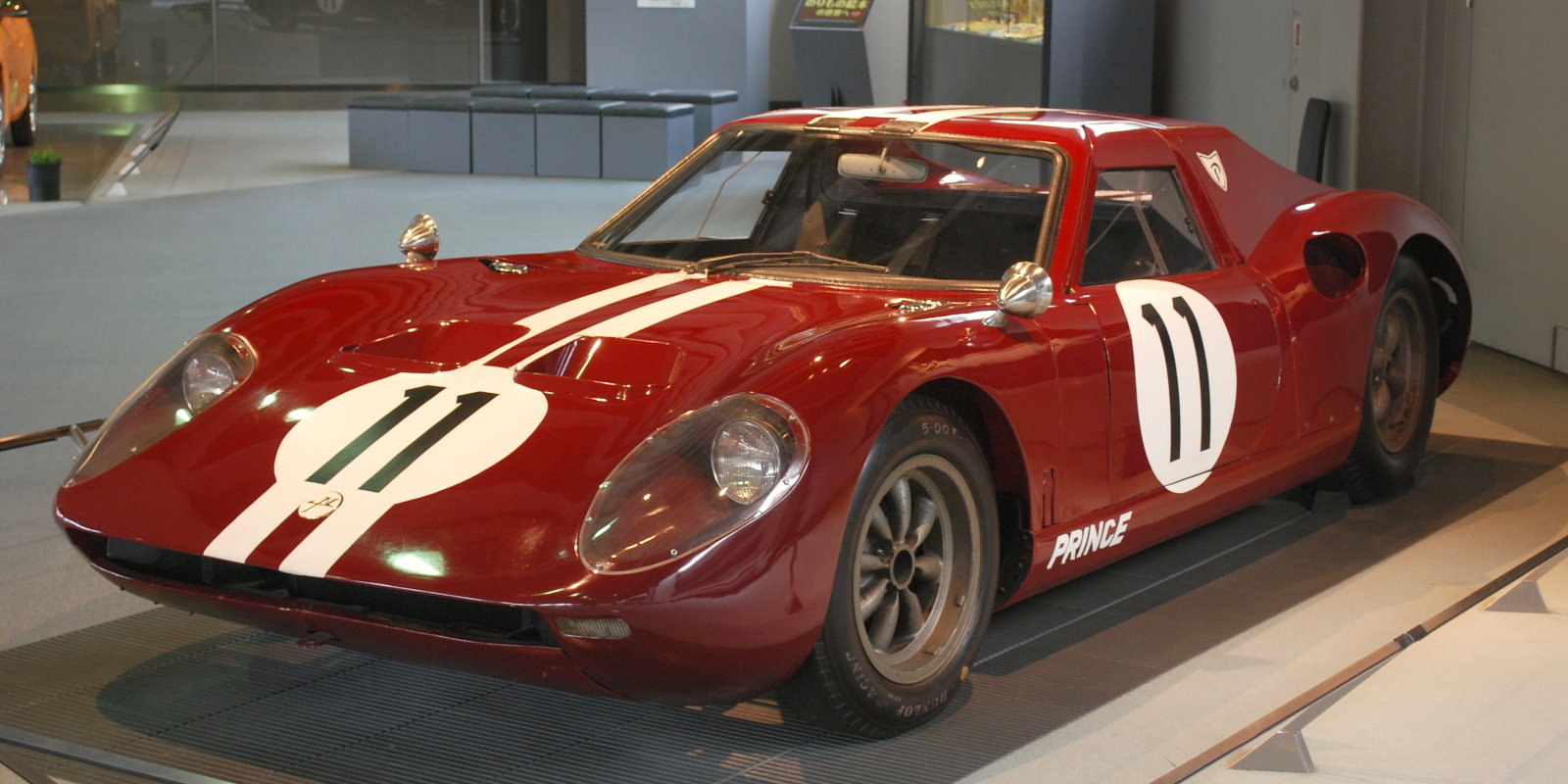
Auto da corsa Prince R380 del 1966

Nel 1966, Nissan si fuse con la Prince Motor Company, portando nella sua gamma più modelli di alto livello, tra cui la Nissan Skyline e la Nissan Gloria. Il nome Prince fu infine abbandonato, e le Skyline e le Gloria successive vennero vendute con marchio Nissan. Il nome "Prince" venne utilizzato presso la concessionaria giapponese Nissan "Nissan Prince Shop" fino al 1999, quando il suo nome diventò "Nissan Red Stage". La Nissan Skyline è stata poi sostituita dalla Serie G dell'Infiniti.

### L'espansione sui mercati esteri
Nel 1958 la Nissan si confermò a livello mondiale quando una Datsun 210 vinse il "Mobilgas Round Australia Trial". In quello stesso anno iniziò l'esportazione negli Stati Uniti. Nel 1960 la Nissan fondò in California la Nissan Motor Corporation USA (NMC) .
Invece, per quanto riguarda l'Europa, dopo le licenze per la costruzione di veicoli della Austin Motor Company in Giappone, nel 1962 la Nissan iniziò a espandersi anche sul mercato europeo.
Il 1969 vide il lancio di una vettura sportiva: la Datsun 240Z, con un motore 2,4 litri a sei cilindri in linea da 150 CV. Il marchio Datsun verrà in seguito sempre meno utilizzato e i modelli cominciarono ad essere commercializzati direttamente con il marchio Nissan.

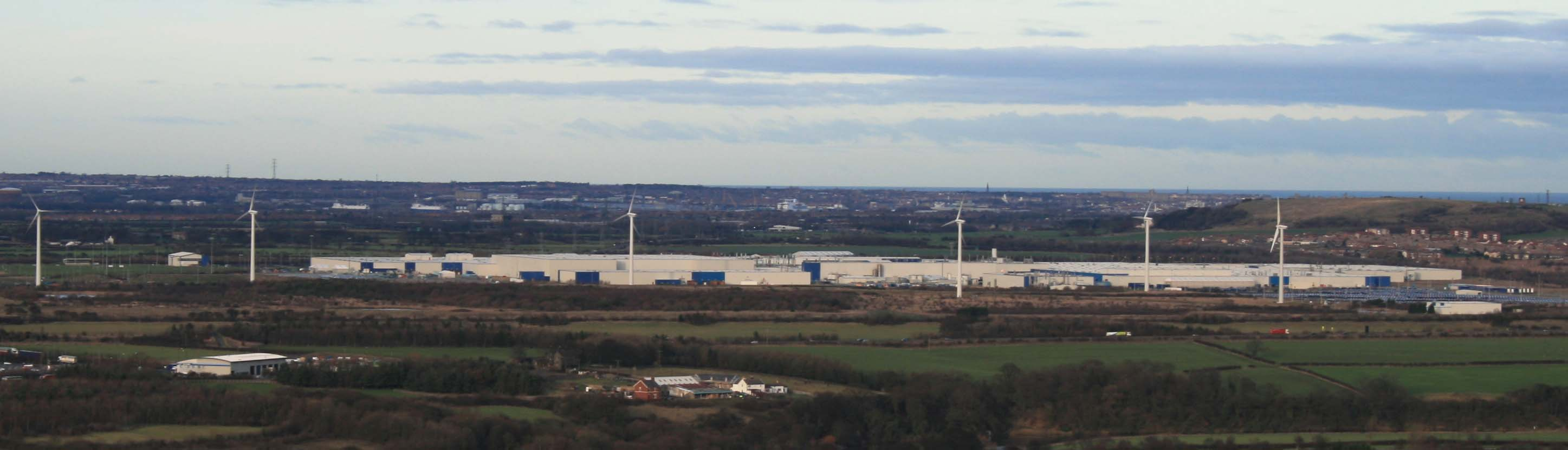
Stabilimento Nissan a Sunderland (GB)

All'inizio degli anni ottanta Nissan acquisì interessi nella Motor Iberica a Barcellona in Spagna, mentre nel 1981 costituì con l'Alfa Romeo la joint-venture Alfa Romeo Arna, che produsse una vettura ricavata montando i motori dell'Alfa Romeo Alfasud sulle scocche della Nissan Cherry. Nel 1988, con il Nissan European Technical Centre Ltd., la Nissan iniziò a espandersi nel Regno Unito e in Italia.
Il 1992 vide il lancio nel mercato europeo la nuova versione della Nissan Micra (la Micra era infatti stata lanciata in Europa nel 1984), che nel 1993 venne eletta auto dell'anno. Questo è anche l'anno di un nuovo 4x4: il Terrano II, prodotto a Barcellona per il mercato europeo.
Anche la Nissan, al pari delle sue concorrenti Toyota e Honda, immise sul mercato un nuovo marchio distintivo dei veicoli di gamma superiore, la Infiniti, utilizzato inizialmente solo sul mercato nordamericano nel 1989.

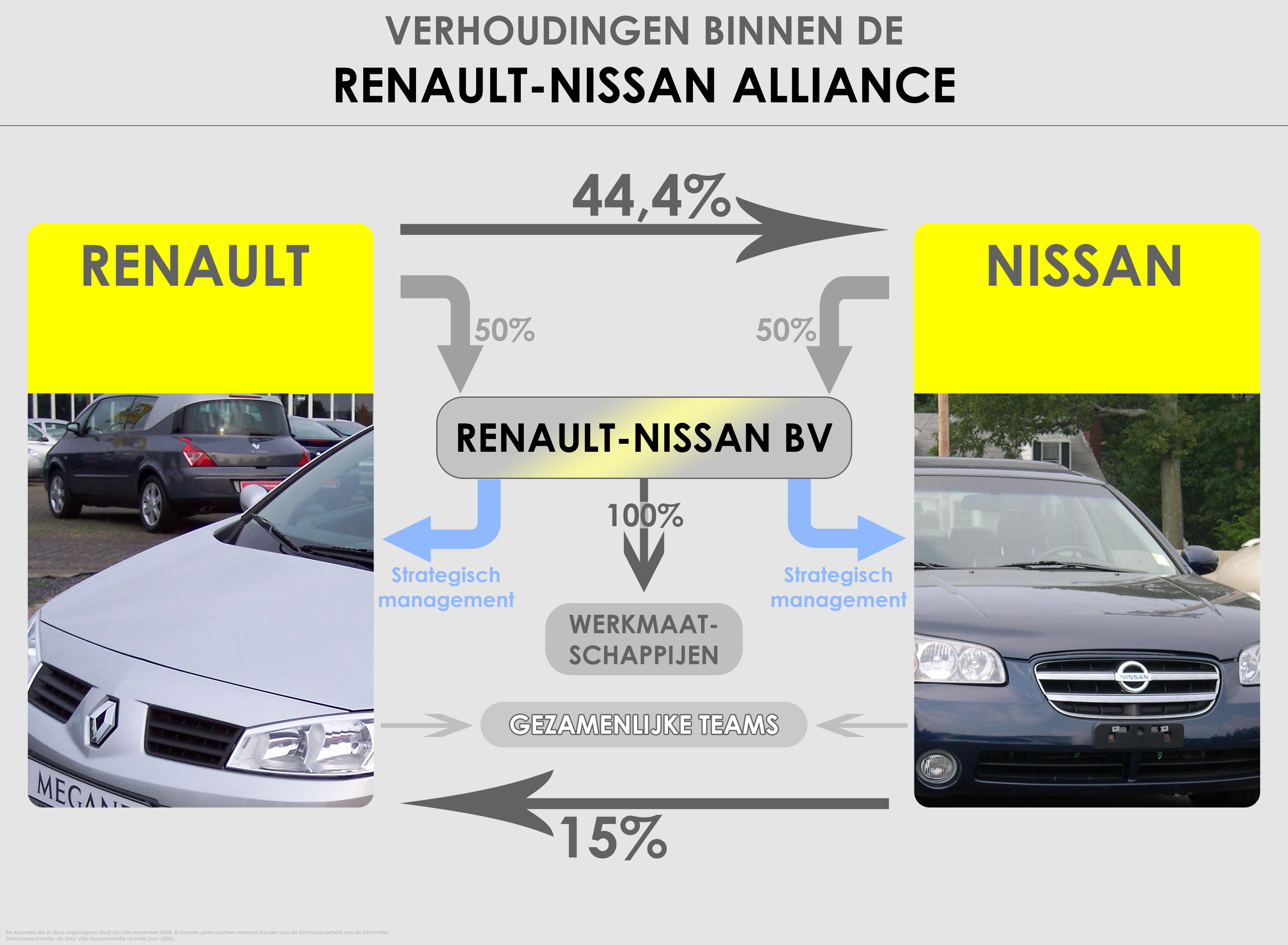
Schema del gruppo Renault-Nissan

Negli anni novanta l'azienda è stata coinvolta in una crisi finanziaria che coinvolse tutto il gruppo industriale. Come conseguenza fu interessata dall'acquisizione del capitale sociale da parte della francese Renault. Nel 1999 l'azienda francese ha messo a capo della Nissan il manager brasiliano Carlos Ghosn, che ha imposto un grande piano di rinascita, costato peraltro una riduzione dell'organico di circa 21.000 persone ma che ha riportato la casa giapponese a produrre profitti dopo molti anni di crisi.

### L'alleanza con Renault

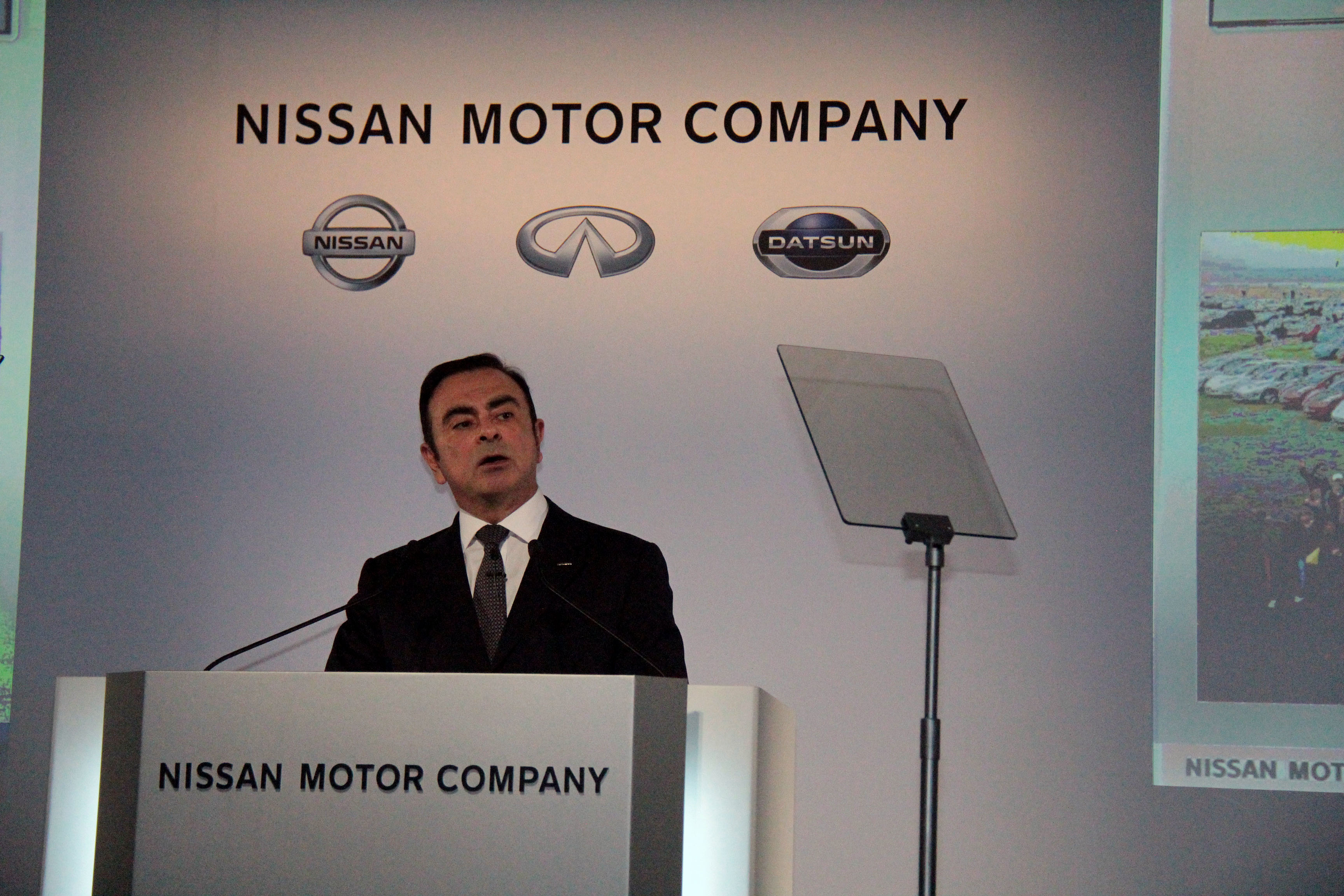
Carlos Ghosn alla conferenza stampa sugli utili del 2013 a Yokohama

L'alleanza Nissan-Renault è caratterizzata anche da un complicato incrocio azionario tra le due società, caso unico nel panorama mondiale dell'economia.
La produzione spazia dalle vetture di città a quelle sportive, dai classici fuoristrada ai moderni SUV, senza dimenticare la produzione dei veicoli commerciali. In seguito sono state sperimentate anche alcune tecnologie delle auto elettrica. Dal 2014 Nissan ha sostituito la Ford come main sponsor automobilistico della UEFA Champions League.
Dal 1º aprile 2017 Carlos Ghosn, dopo sedici anni, lascia il timone a Hiroto Saikawa come amministratore delegato per concentrarsi sull'alleanza Renault-Nissan estesa anche alla Mitsubishi dopo averne acquisita una quota di minoranza. Nel novembre 2018 Ghosn viene arrestato all'aeroporto di Tokyo per illeciti finanziari.
Nel settembre 2019 Saikawa si è dimesso da amministratore delegato in seguito alle accuse di pagamenti impropri ricevuti ed è provvisoriamente sostituito da Yasuhiro Yamauchi.
Nell'ottobre 2019 la società ha annunciato di aver nominato come amministratore delegato Makoto Uchida, laureato in teologia all'Università Doshisha di Kyoto e capo delle attività Nissan in Cina.
Nell'aprile 2022, Nissan ha messo fine al marchio Low-cost Datsun.
Nel febbraio 2023, Guillaume Cartier, a capo di Nissan Europe, ha annunciato che l'intera gamma di SUV del costruttore giapponese sarà completamente elettrica entro il 2027 (Juke, Qashqai, X-Trail).

## Presidenti e amministratori delegati
- 1933-1939: Yoshisuke Aikawa
- 1939-1942: Masasuke Murakami
- 1942-1944: Genshichi Asahara
- 1944-1945: Haruto Kudo
- 1945-1945: Takeshi Murayama
- 1945-1947: Souji Yamamoto
- 1947-1951: Taichi Minoura
- 1951-1957: Genshichi Asahara
- 1957-1973: Katsuji Kawamata
- 1973-1977: Tadahiro Iwakoshi
- 1977-1985: Takashi Ishihara
- 1985-1992: Yutaka Kume
- 1992-1996: Yoshifume Tsuji
- 1996-2001: Yoshikazu Hanawa
- 2001-2017: Carlos Ghosn - AD fino al 1º aprile 2017. Rimase presidente fino a quando non fu rimosso dal ruolo il 19 novembre 2018 dopo l'arresto.[16]
- 2017-2019: Hiroto Saikawa[17]
- 2019-presente: Yasuhiro Yamauchi

## Loghi

### Logo Nissan

2020 - oggi

### Logo Nismo

oggi

## Modelli

### Attuali

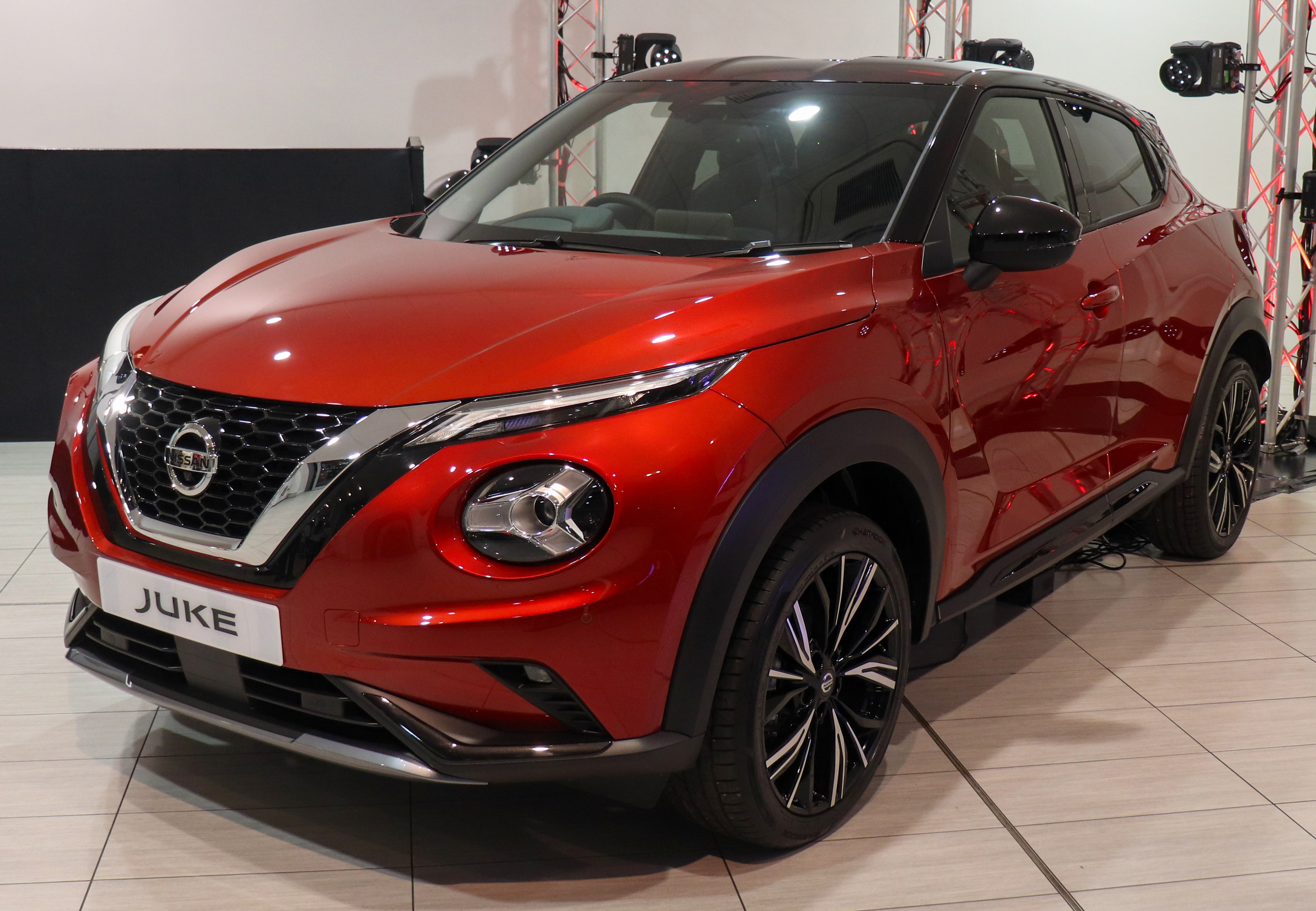
Nissan Juke

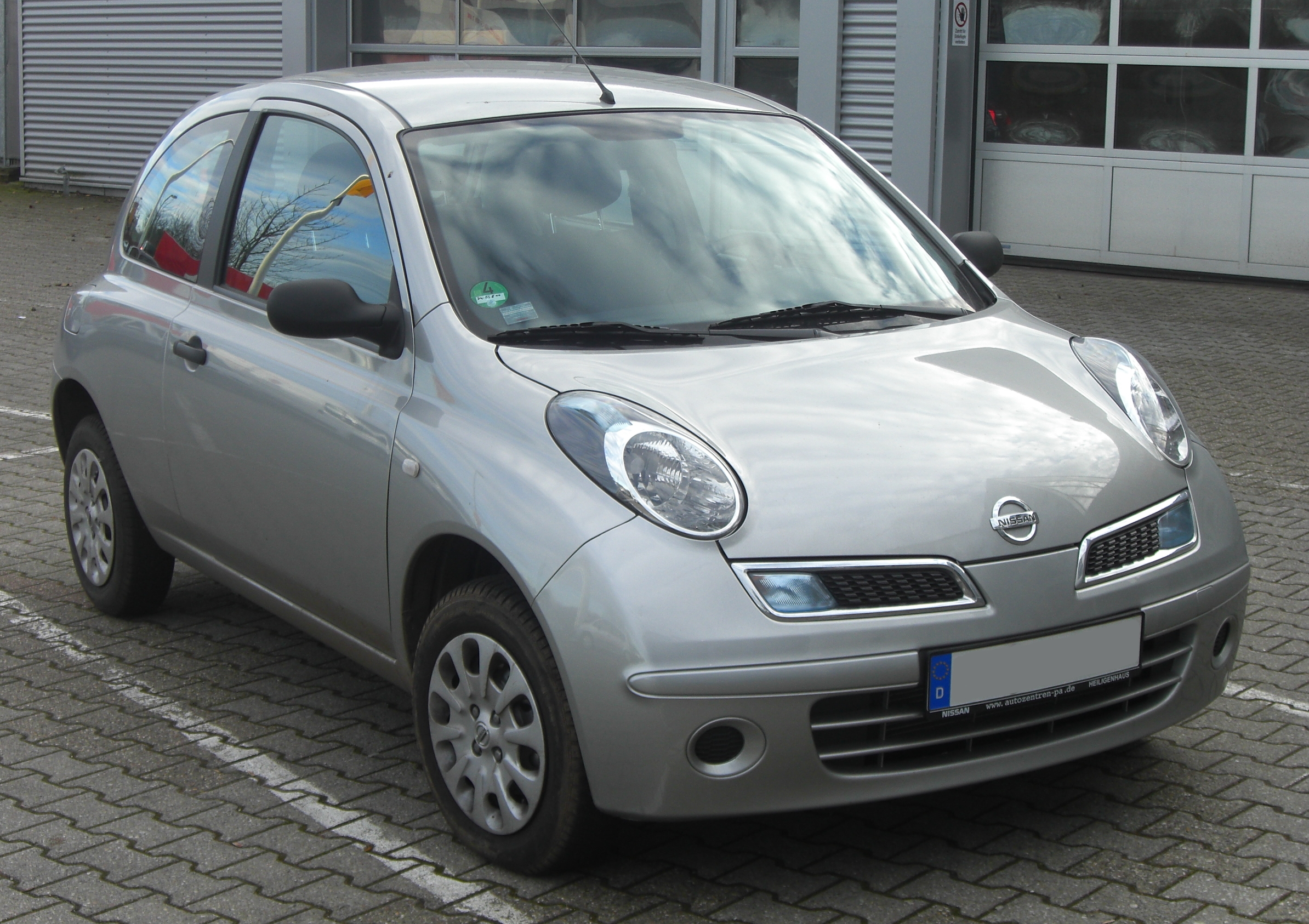
Nissan Micra

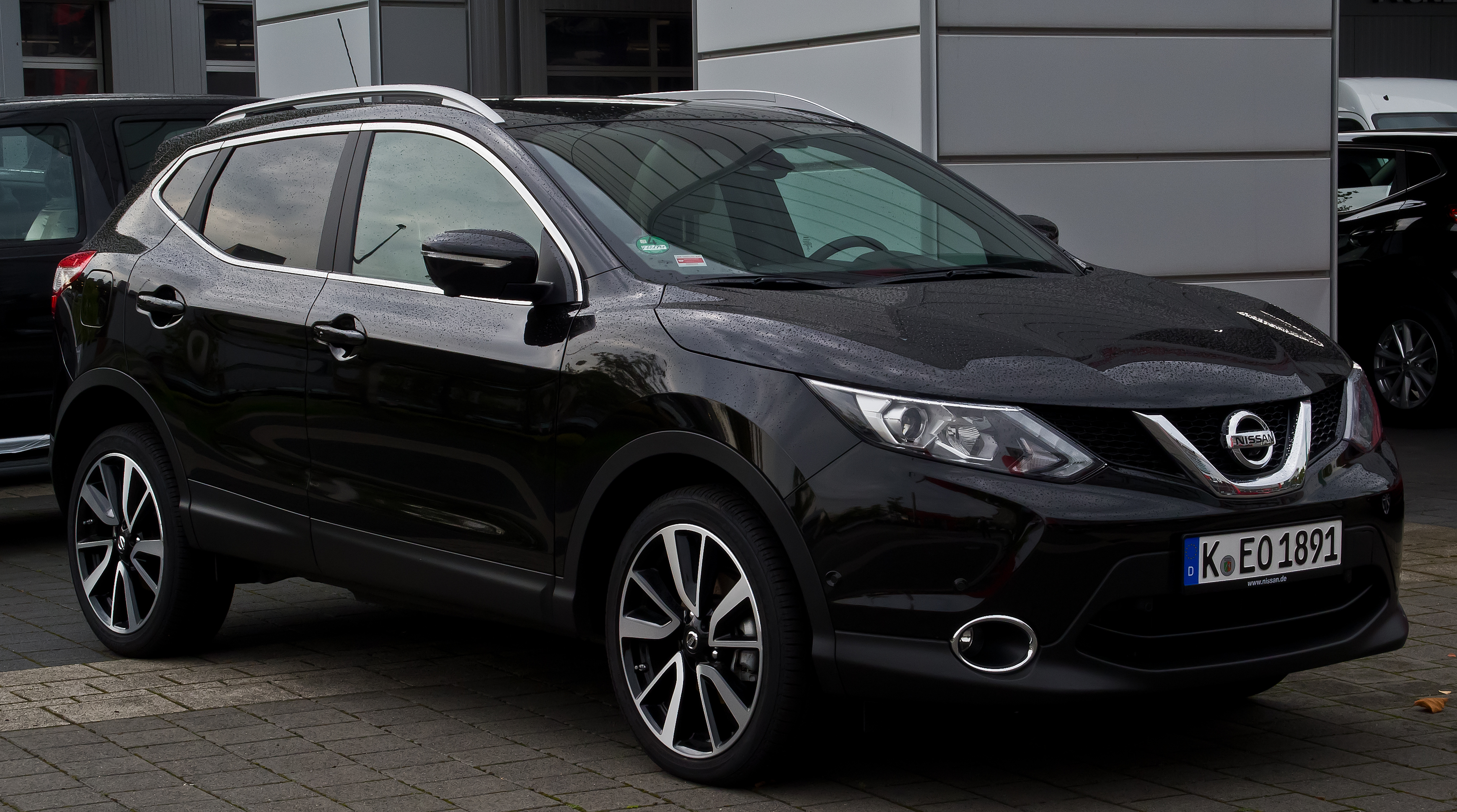
Nissan Qashqai

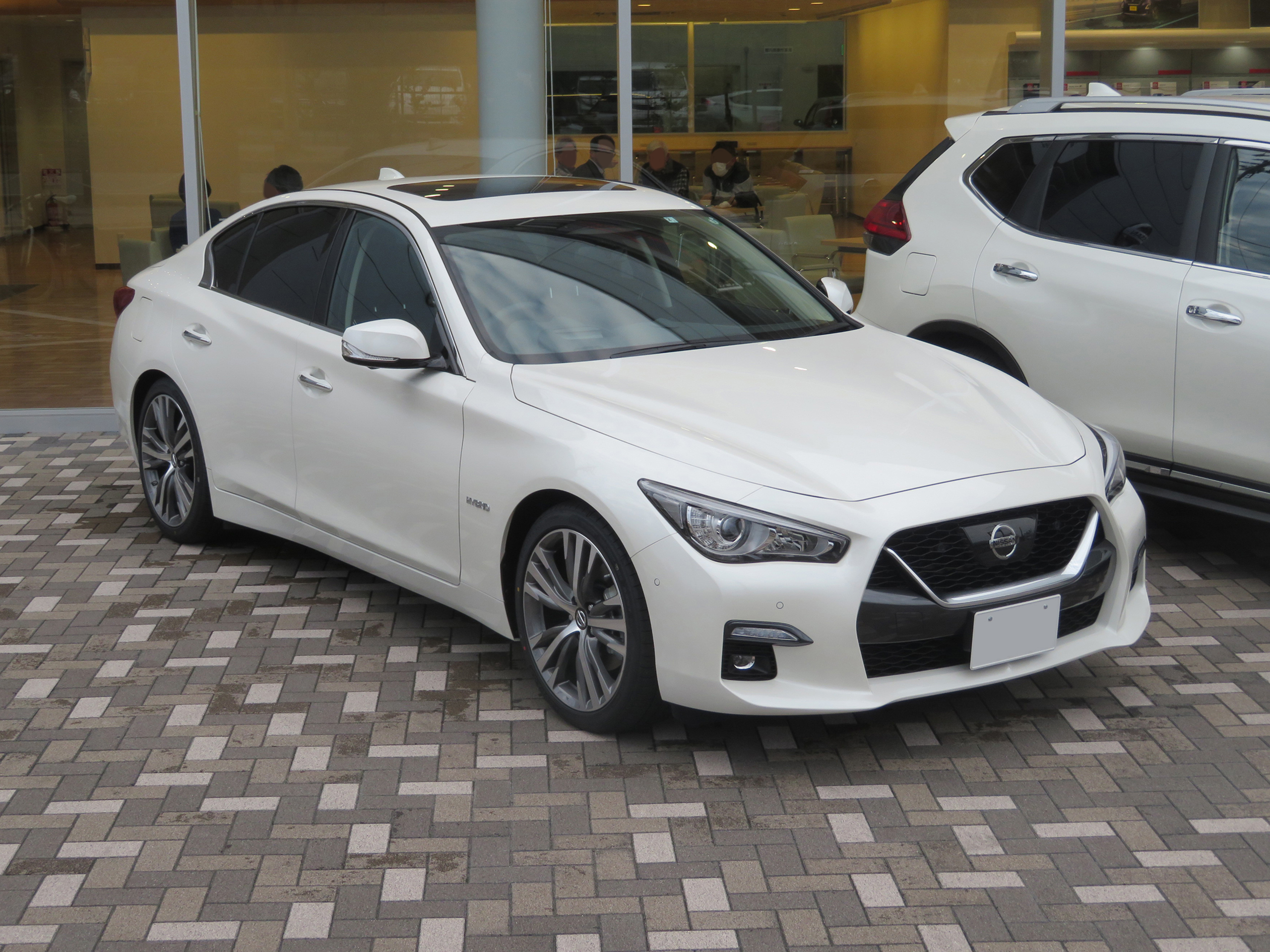
Nissan Skyline

- Z
- Altima
- Armada
- Ariya
- GT-R

- Juke
- Kicks
- Lannia
- Leaf
- Livina
- Magnite
- Maxima

- Micra
- Murano
- Note
- Pathfinder/Terrano
- Patrol/Patrol GR

- Qashqai
- Rogue
- Sakura
- Sentra
- Serena

- Skyline
- Sylphy
- Terra
- Titan
- Tiida
- X-Trail

### Fuori produzione

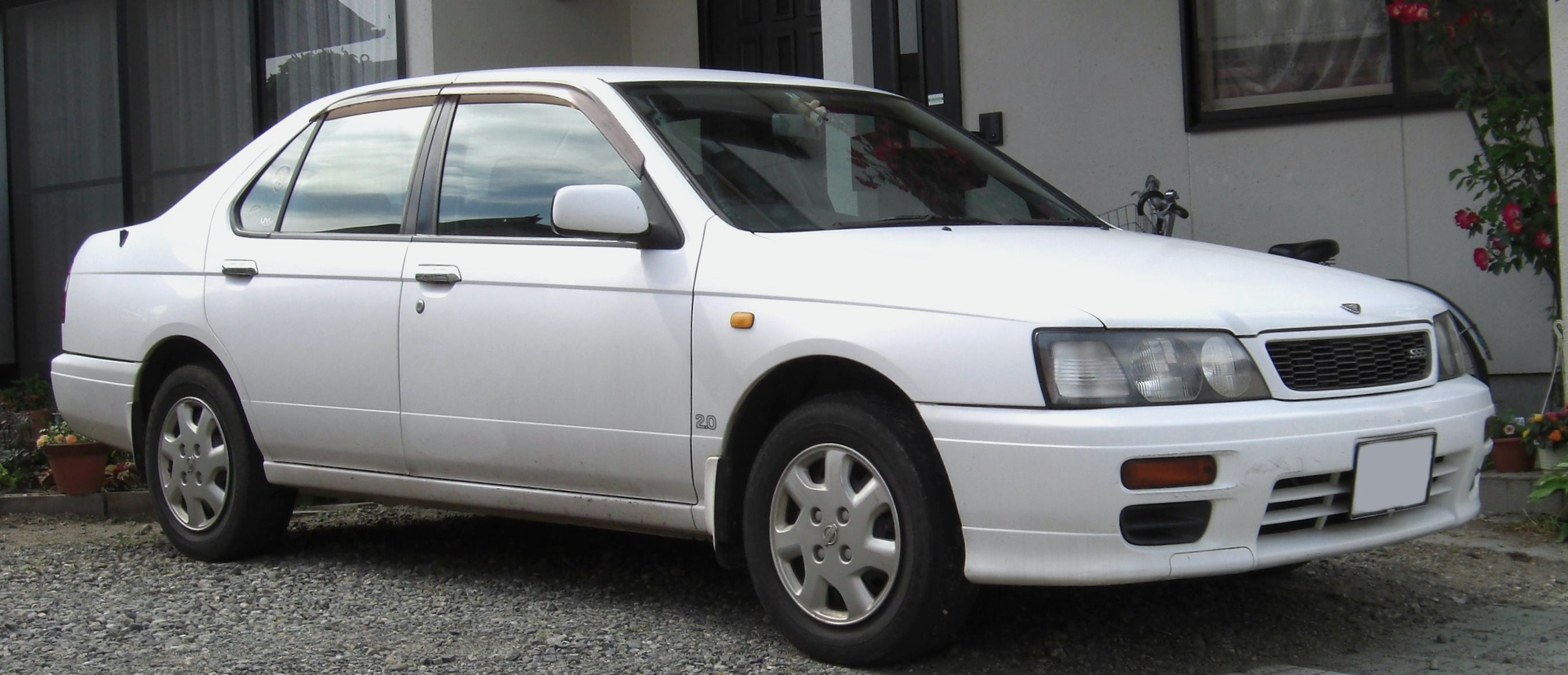
Nissan Bluebird

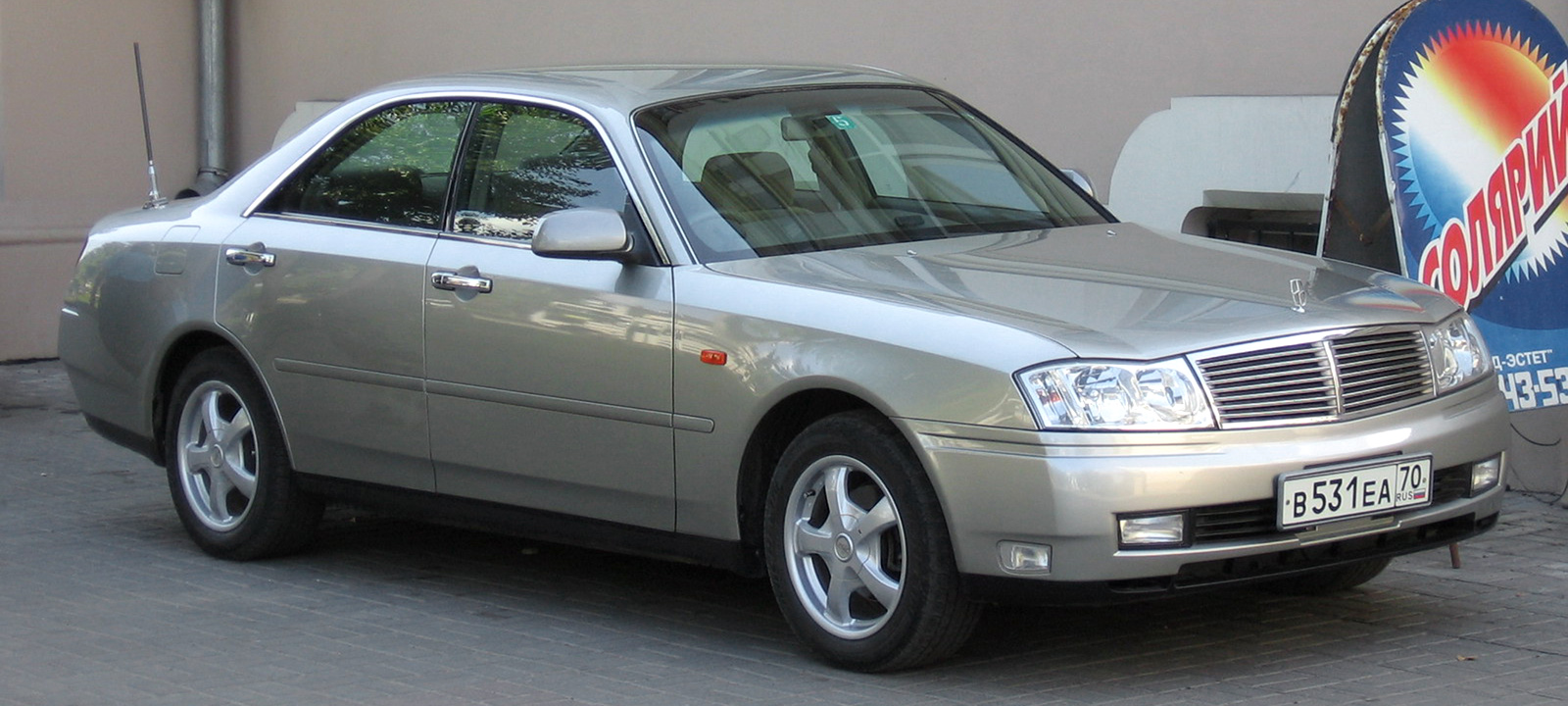
Nissan Cedric

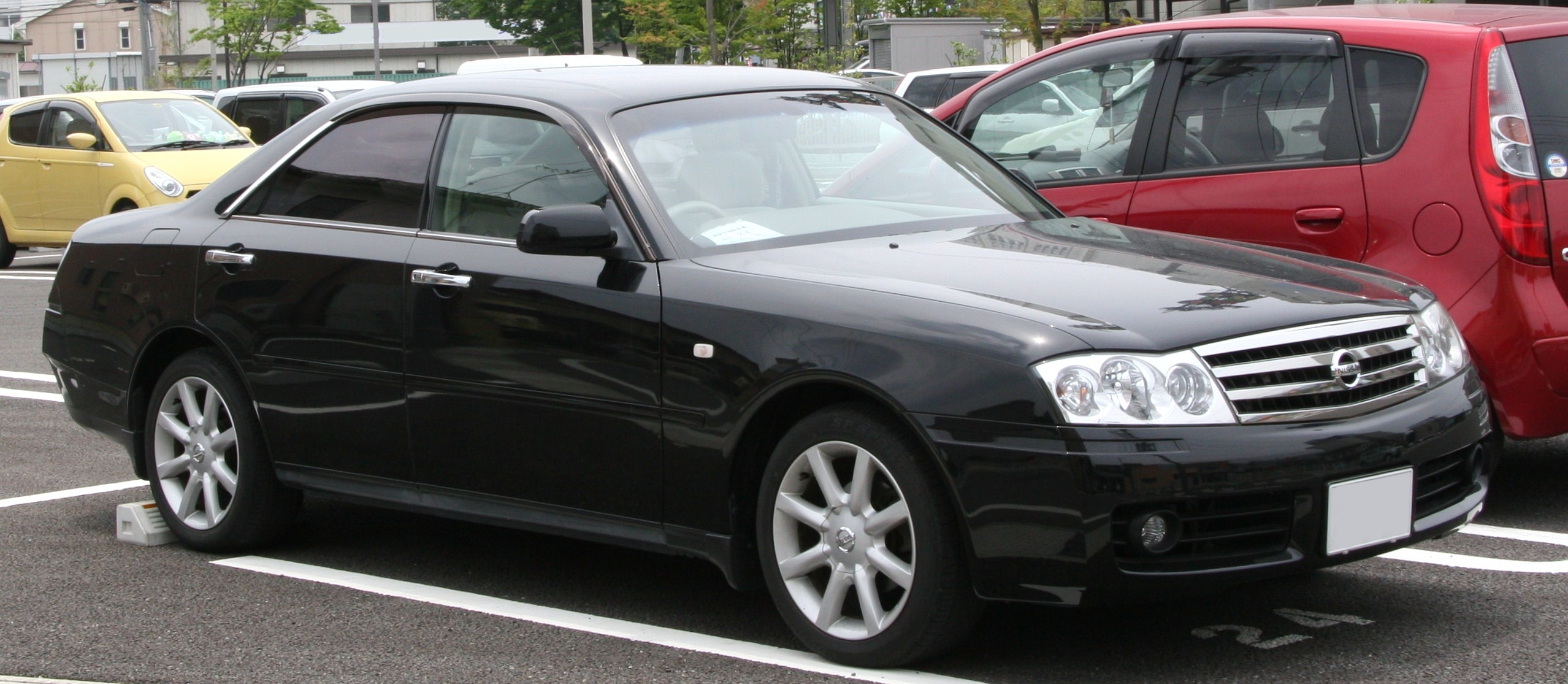
Nissan Gloria

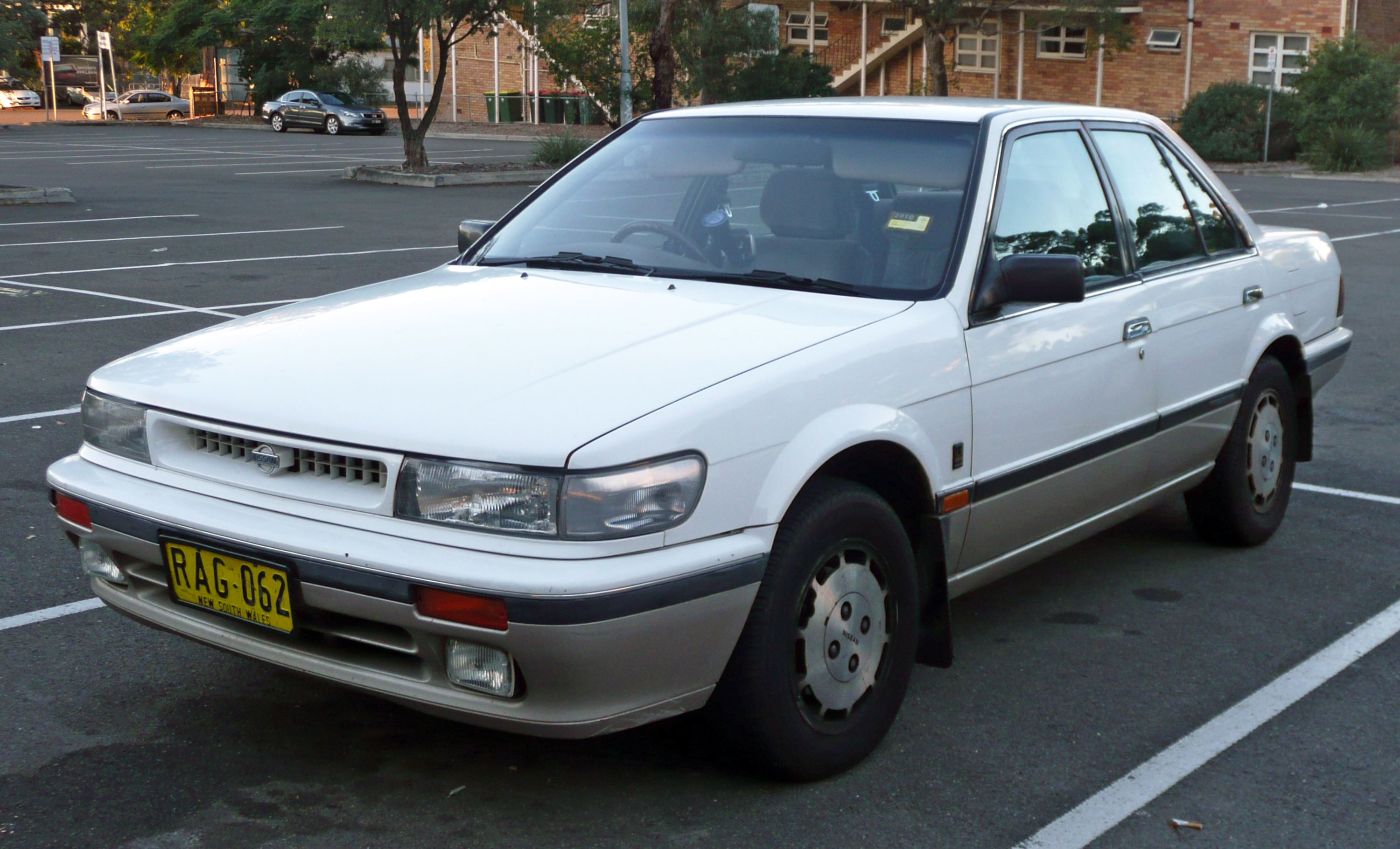
Nissan Pintara

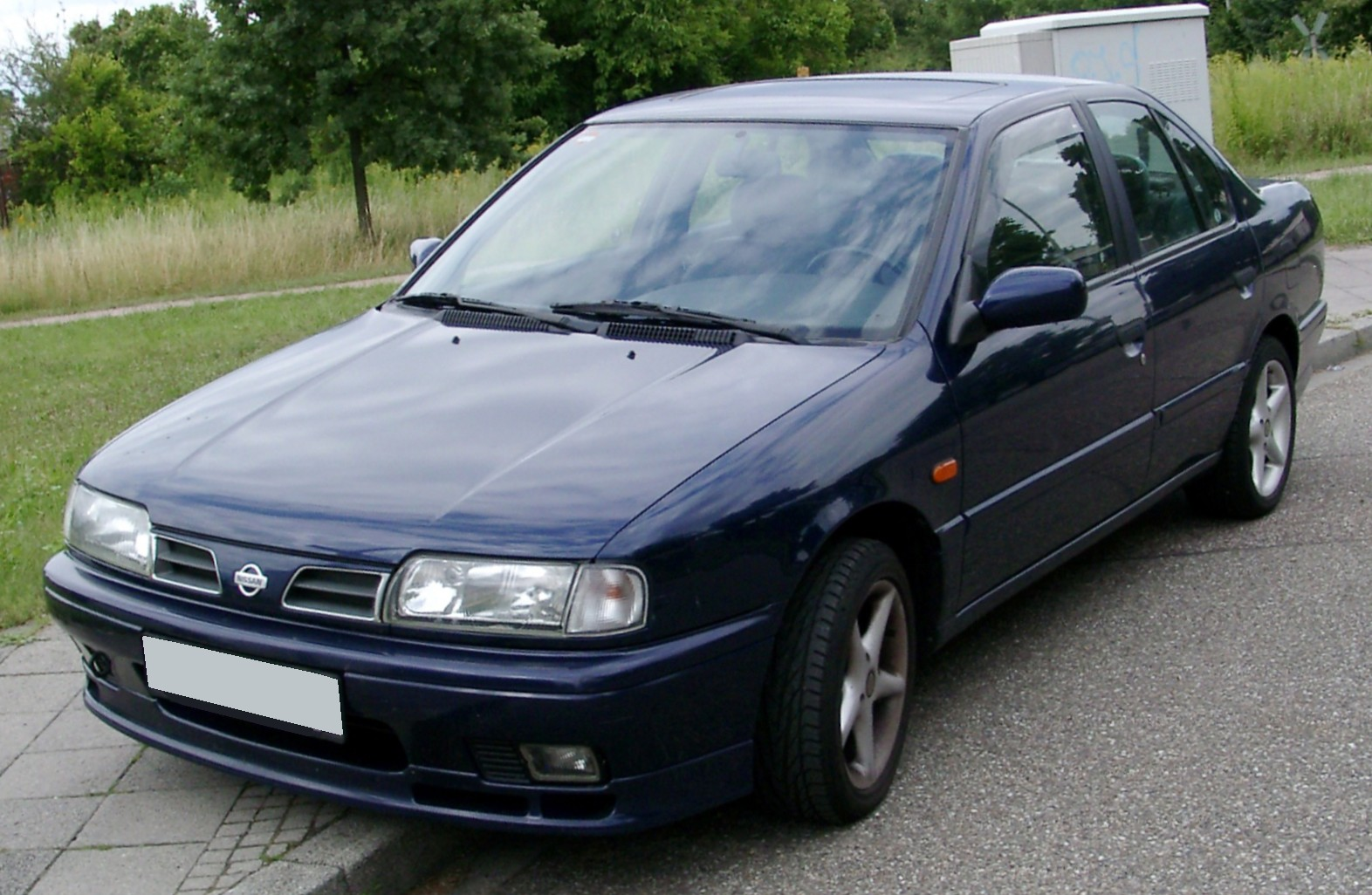
Nissan Primera

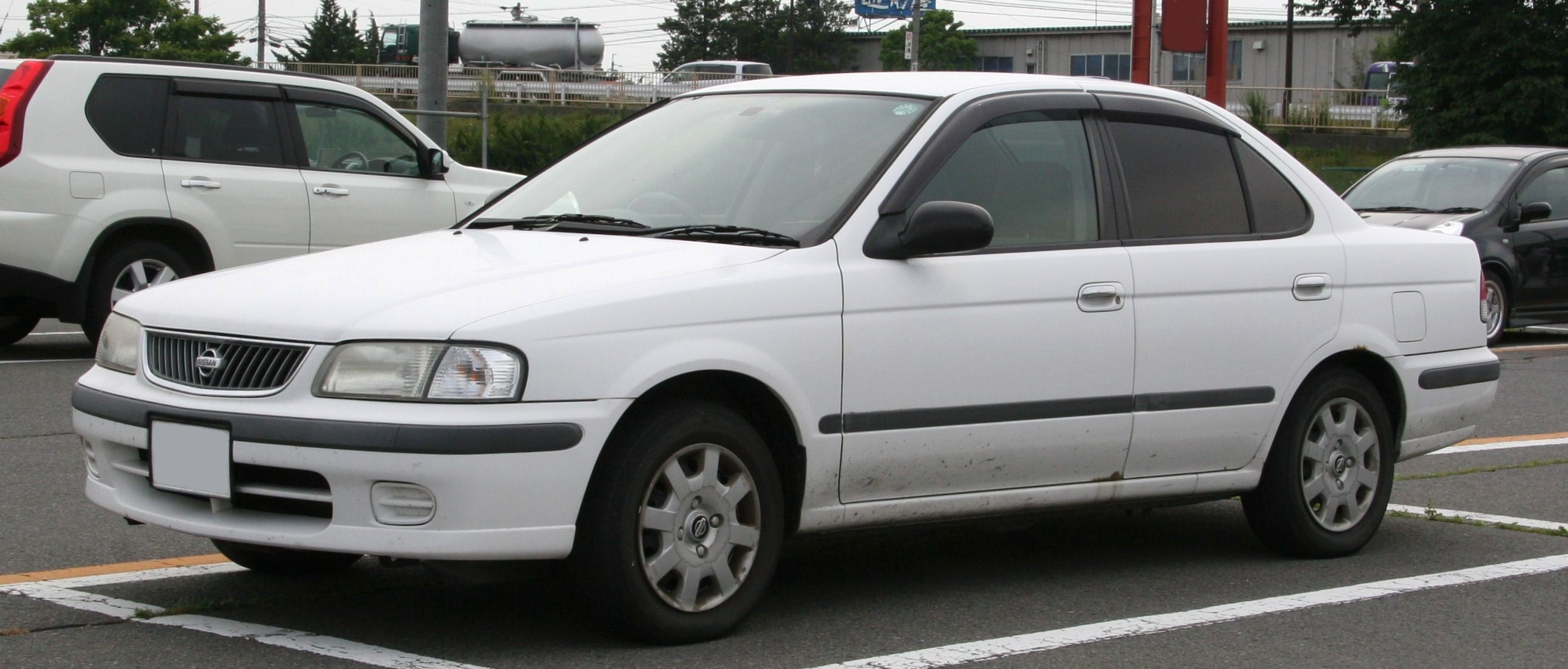
Nissan Sunny

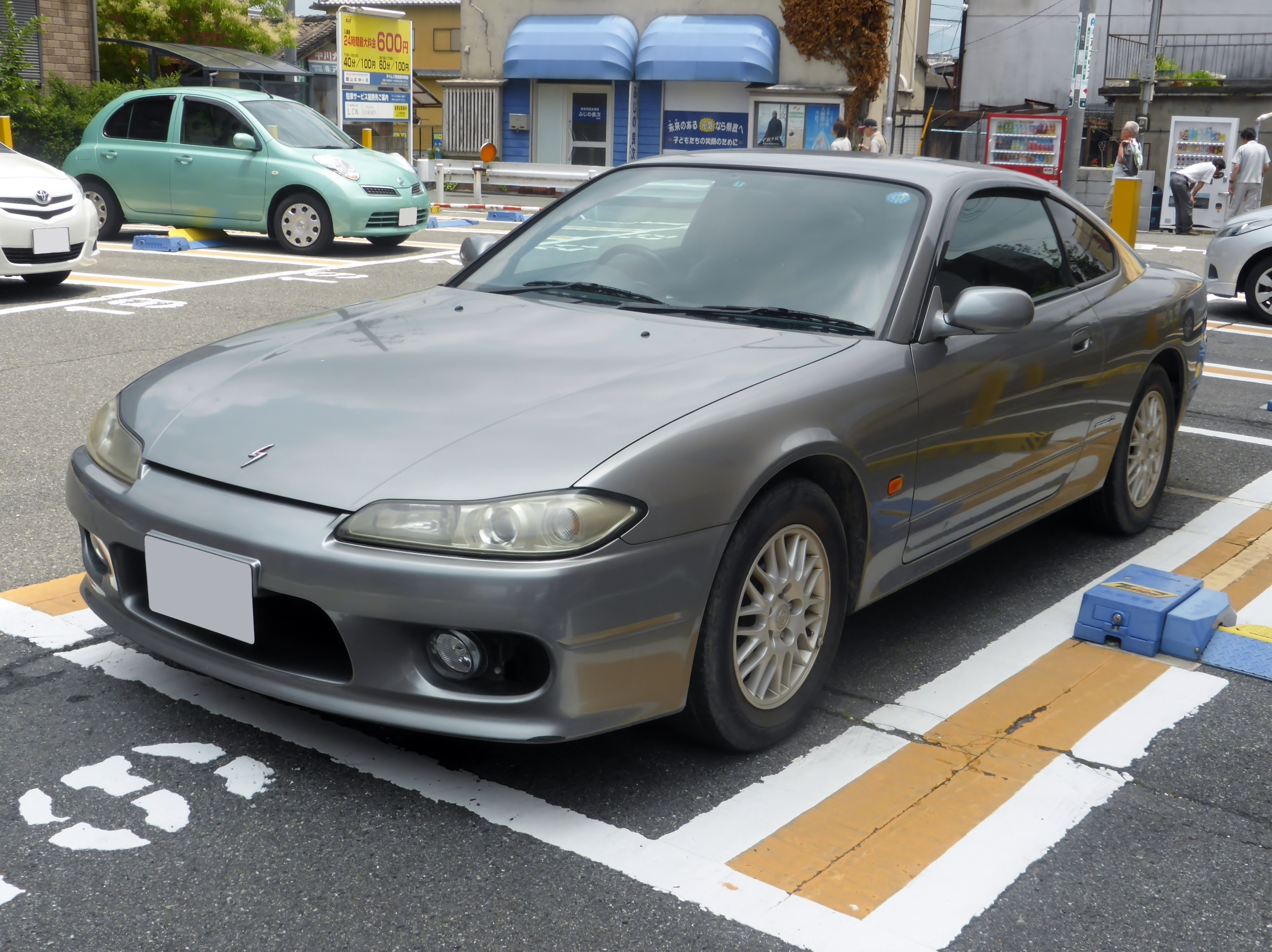
Nissan Silvia

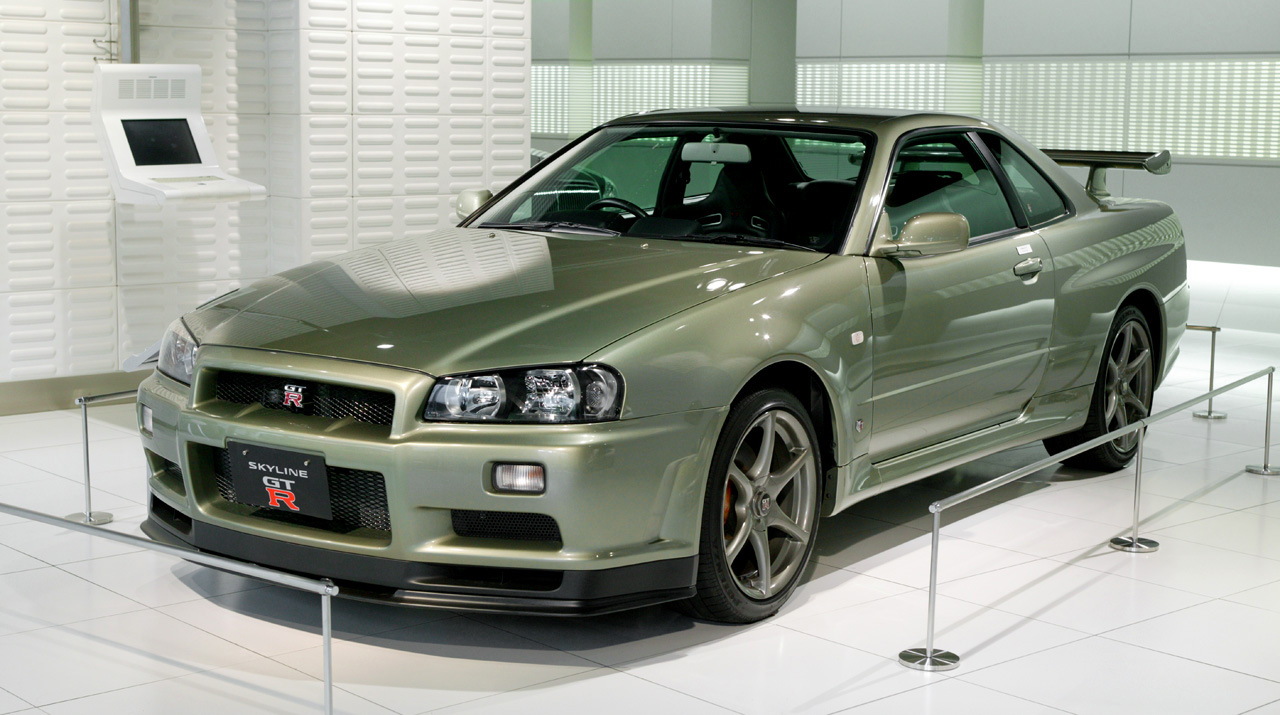
Nissan Skyline GT-R

- DC-3
- 100NX
- 180SX
- 240Z
- 280ZX
- 300C
- 300ZX
- 350Z/350Z Roadster
- 370Z/370Z Roadster
- 510
- Almera
- Almera Tino
- Avenir
- Bassara
- Be-1

- Bluebird

- Cedric
- Cefiro
- Cherry
- Cima
- Crew
- Cube
- Figaro
- Fuga

- Gloria
- Hypermini
- Lafesta
- Laurel
- Leopard
- NX
- Pao
- Pino
- Pixo

- Pintara
- Pulsar
- Prairie
- Presage
- Presea

- Primera
- Prince Royal
- President
- Quest
- R'nessa
- Rasheen
- S-Cargo

- Sunny
- Sileighty

- Silvia

- Skyline GT-R
- Stagea
- Stanza
- Teana
- Terrano II/Terrano
- Xterra

## Vendite globali

Gli stabilimenti Nissan Motor nel 2013

| Anno | Vendite globali |
| ---- | --------------- |
| 2010 | 4.080.588       |
| 2011 | 4.669.981       |
| 2012 | 4.940.181       |
| 2013 | 5.102.979       |
| 2014 | 5.310.064       |
| 2015 | 5.421.804       |
| 2016 | 5.559.902       |
| 2017 | 5.816.278       |
| 2018 | 5.653.683       |
| 2019 | 5,176,189       |
| 2020 | 4,029,166       |
| 2021 | 4,065,014       |

## Musei
- Nissan Engine Museum and Guest Hall - Yokohama (Giappone)[28]
- Nismo Gallery - Yokohama (Giappone)[29]
- A Musashimurayama, Tokyo, le linee di montaggio sono state chiuse nel 2001. Prima del 1966, il luogo era occupato dalla Prince Motor Company. Oggi, questo luogo è diventato un museo chiamato Carest Murayama Megamall.[30]